# SN 2010kw
SN 2010kw – supernowa odkryta 17 grudnia 2010 roku w galaktyce E162-G02. W momencie odkrycia miała maksymalną jasność 17,00m.